# Louis Paul Boon

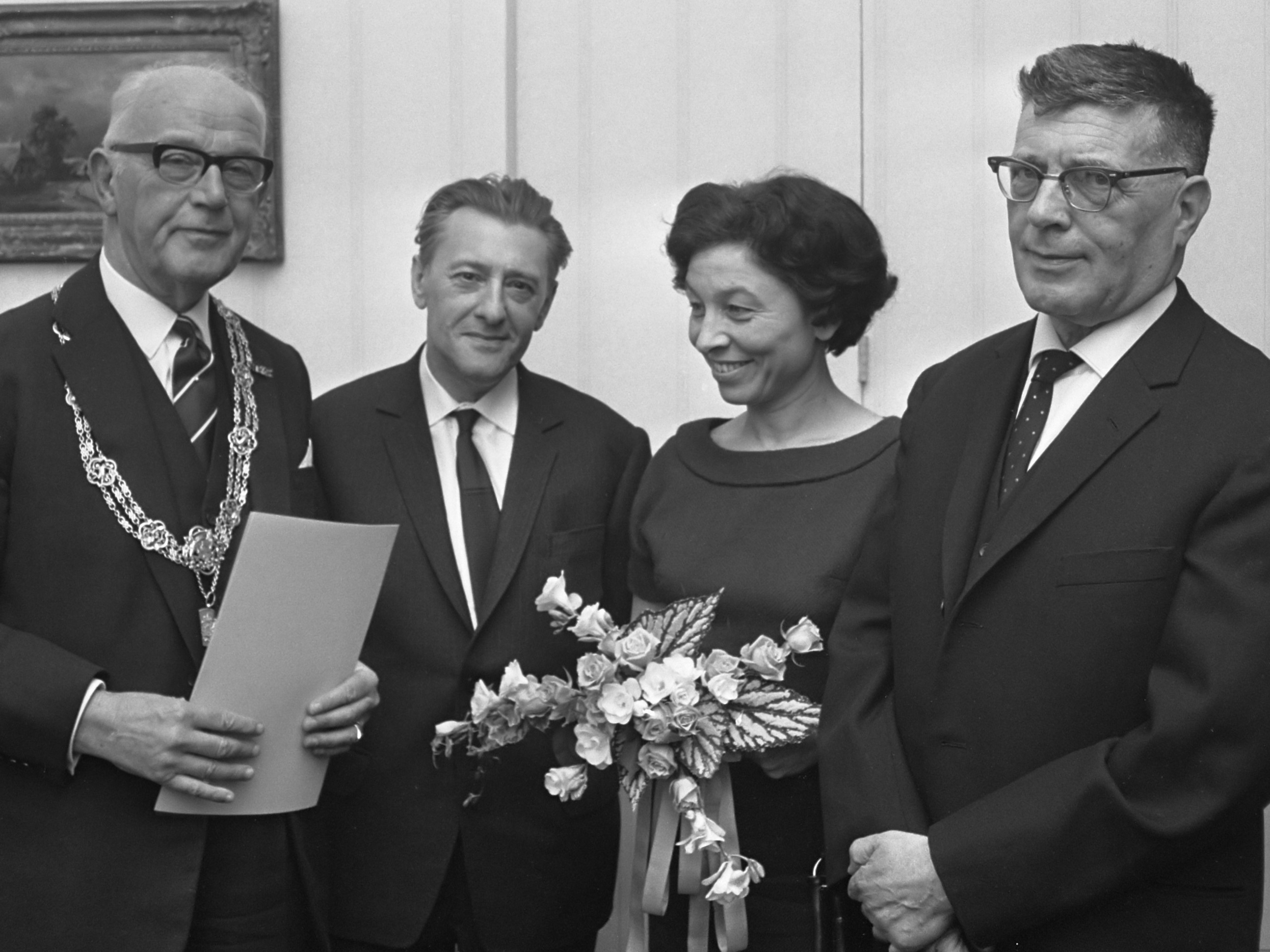
Hans Kolfschoten, Louis Paul Boon, Hanny Michaelis & Jacques Presser (1967)

Louis Paul Boon född 15 mars 1912 i Aalst, död 10 juni 1979 i Erembodegem, var en belgisk författare. Boon var med och grundade den belgiska avantgarde-tidskriften Tijd en Mens (1949-1955).
I mitten av 1970-talet översattes fyra av hans många böcker till svenska, ett resultat av att han då omgavs av rykten om att vara en tänkbar mottagare av Nobelpriset i litteratur. Den 10 juni 1979, samma dag som han oväntat avled, var han inbjuden till svenska ambassaden i Bryssel för att träffa Artur Lundkvist  som vid denna tid var ledamot av Svenska Akademiens Nobelkommitté.